# آيس أيج (لعبة فيديو)
آيس أيج (بالإنجليزية: Ice Age)، هي لعبة منصات طورتها بيهيفيور إنتراكتيف ونشرتها يوبي سوفت سنة 2002، وهي مقتبسة من فيلم آيس أيج، وصدرت على غيم بوي أدفانس. 

## تكوين اللعبة
تتكون اللعبة من 10 مراحل، كما يقوم بطل اللعبة بجمع عدد من النقاط.